# Moreno Torricelli
Moreno Torricelli (Erba, Provincia de Como, Italia, 23 de enero de 1970) es un exfutbolista y director técnico italiano. Se desempeñaba en la posición de defensa.

## Selección nacional
Fue internacional con la selección de fútbol de Italia en 10 ocasiones. Debutó el 24 de enero de 1996, en un encuentro amistoso ante la selección de Gales que finalizó con marcador de 3-0 a favor de los italianos.

### Participaciones en Copas del Mundo
| Mundial                        | Sede    | Resultado        |
| ------------------------------ | ------- | ---------------- |
| Copa Mundial de Fútbol de 1998 | Francia | Cuartos de final |

### Participaciones en Eurocopas
| Eurocopa      | Sede       | Resultado    |
| ------------- | ---------- | ------------ |
| Eurocopa 1996 | Inglaterra | Primera fase |

## Clubes

### Como futbolista
| Club                | País   | Año       |
| ------------------- | ------ | --------- |
| A. S. Oggiono       | Italia | 1988-1990 |
| U. S. Caratese      | Italia | 1990-1992 |
| Juventus F. C.      | Italia | 1992-1998 |
| A. C. F. Fiorentina | Italia | 1998-2002 |
| R. C. D. Espanyol   | España | 2003-2004 |
| A. C. Arezzo        | Italia | 2004-2005 |

### Como entrenador
| Club            | País   | Año       |
| --------------- | ------ | --------- |
| A. C. Pistoiese | Italia | 2009      |
| A. S. Figline   | Italia | 2009-2010 |

## Palmarés

### Como futbolista

#### Campeonatos nacionales
| Título              | Club                | País   | Año     |
| ------------------- | ------------------- | ------ | ------- |
| Serie A             | Juventus F. C.      | Italia | 1994-95 |
| Copa Italia         | Juventus F. C.      | Italia | 1994-95 |
| Supercopa de Italia | Juventus F. C.      | Italia | 1995    |
| Serie A             | Juventus F. C.      | Italia | 1996-97 |
| Supercopa de Italia | Juventus F. C.      | Italia | 1997    |
| Serie A             | Juventus F. C.      | Italia | 1997-98 |
| Copa Italia         | A. C. F. Fiorentina | Italia | 2000-01 |

#### Copas internacionales
| Título                | Club           | País   | Año     |
| --------------------- | -------------- | ------ | ------- |
| Copa de la UEFA       | Juventus F. C. | Italia | 1992-93 |
| Liga de Campeones     | Juventus F. C. | Italia | 1995-96 |
| Supercopa de Europa   | Juventus F. C. | Italia | 1996    |
| Copa Intercontinental | Juventus F. C. | Italia | 1996    |